# Lijst van amfibieën in Canada

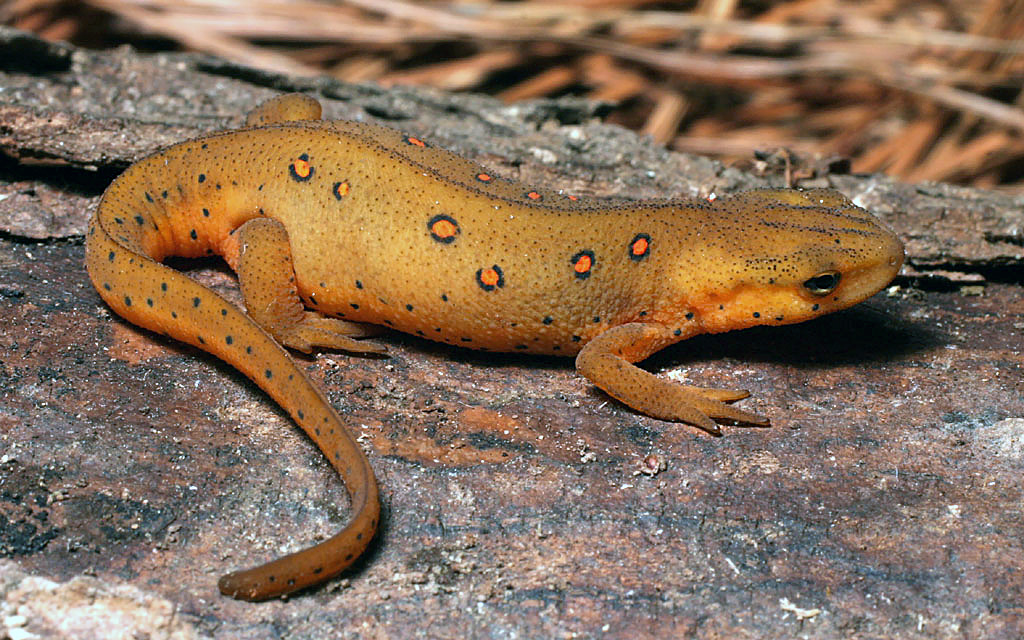
Groene watersalamander (Notophthalmus viridescens)

Onderstaande lijst van amfibieën in Canada bestaat uit een totaal van 44 in Canada voorkomende  soorten die zijn onderverdeeld in twee ordes: de  salamanders  (Caudata) en de kikkers (Anura). Deze lijst is ontleend aan de databank van Amphibian Species of the World.

## Salamanders  (Caudata)

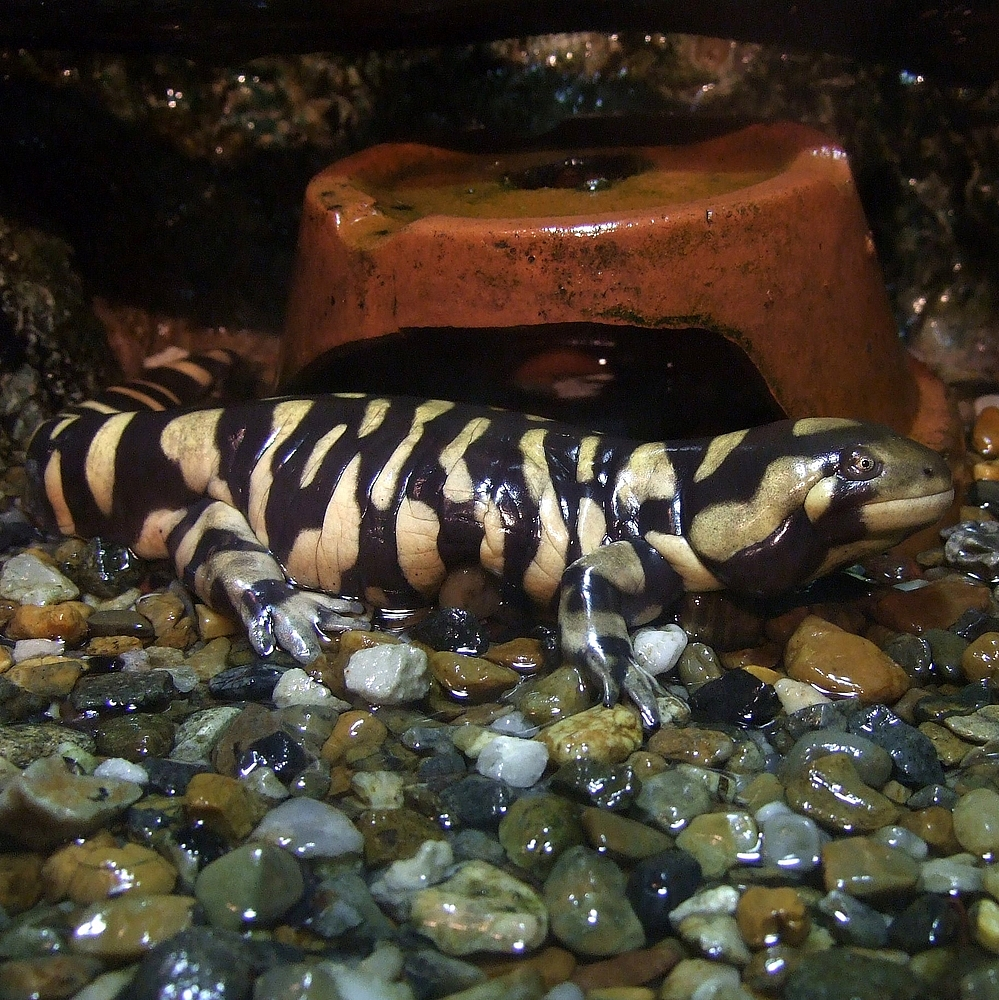
Ambystoma mavortium

### Ambystomatidae
Orde: Caudata. 
Familie: Ambystomatidae
- Ambystoma gracile (Baird, 1859)

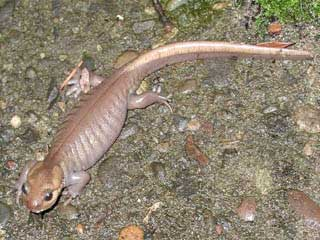
Ambystoma gracile

- Ambystoma jeffersonianum (Green, 1827)
- Ambystoma laterale Hallowell, 1856
- Ambystoma macrodactylum Baird, 1850
- Ambystoma maculatum (Shaw, 1802)
- Ambystoma mavortium Baird, 1850
- Ambystoma texanum (Matthes, 1855)
- Ambystoma tigrinum (Green, 1825)
- Dicamptodon tenebrosus (Baird and Girard, 1852)

### Plethodontidae
Orde: Caudata. 
Familie: Plethodontidae
- Eurycea bislineata (Green, 1818)

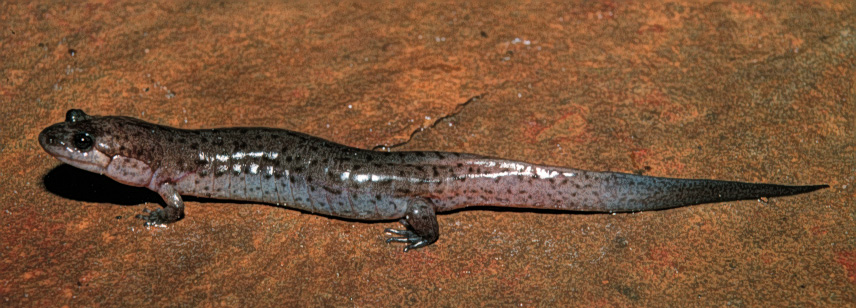
Desmognathus fuscus

- Gyrinophilus porphyriticus (Green, 1827)
- Hemidactylium scutatum (Temminck, 1838)
- Aneides vagrans Wake and Jackman, 1999
- Desmognathus fuscus (Rafinesque, 1820)
- Desmognathus ochrophaeus Cope, 1859
- Ensatina eschscholtzii Gray, 1850
- Plethodon cinereus (Green, 1818)
- Plethodon idahoensis Slater and Slipp, 1940
- Plethodon vehiculum (Cooper, 1860)

### Proteidae
Orde: Caudata. 
Familie: Proteidae

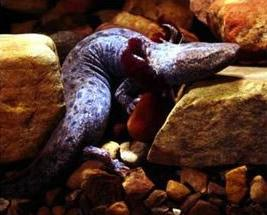
Necturus maculosus

- Necturus maculosus (Rafinesque, 1818)

### Salamandridae
Orde: Caudata. 
Familie: Salamandridae

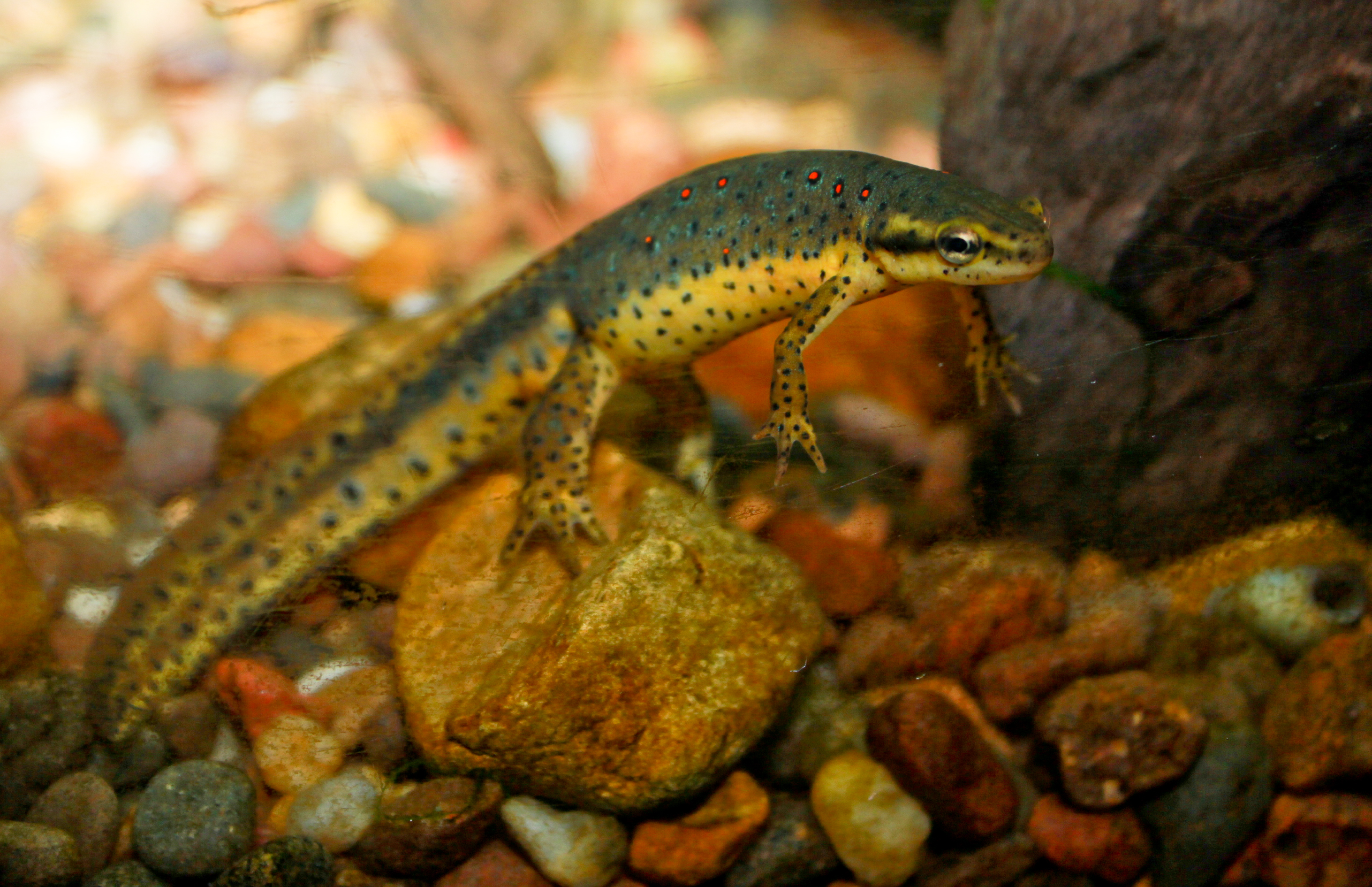
Notophthalmus viridescens

- Notophthalmus viridescens (Rafinesque, 1820)
- Taricha granulosa (Skilton, 1849)

## Kikkers (Anura)

### Ascaphidae
Orde: Anura. 
Familie: Ascaphidae
- Ascaphus montanus Mittleman and Myers, 1949
- Ascaphus truei Stejneger, 1899

### Bufonidae
Orde: Anura. 
Familie: Bufonidae

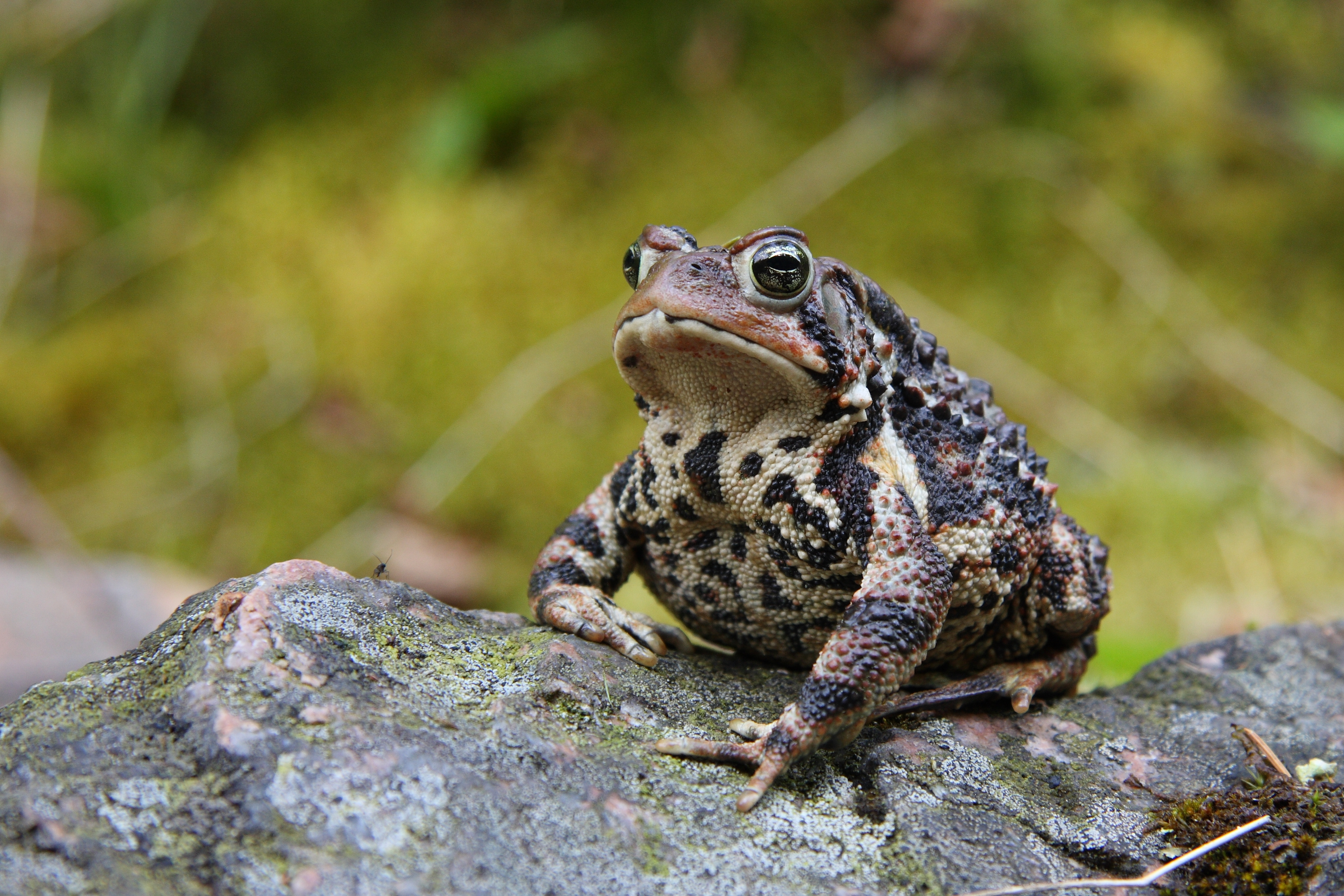
Anaxyrus americanus

- Anaxyrus americanus (Holbrook, 1836)
- Anaxyrus boreas (Baird and Girard, 1852)
- Anaxyrus cognatus (Say, 1822)
- Anaxyrus hemiophrys (Cope, 1886)

### Hylidae
Orde: Anura. 
Familie: Hylidae
- Acris blanchardi Harper, 1947
- Hyla versicolor LeConte, 1825

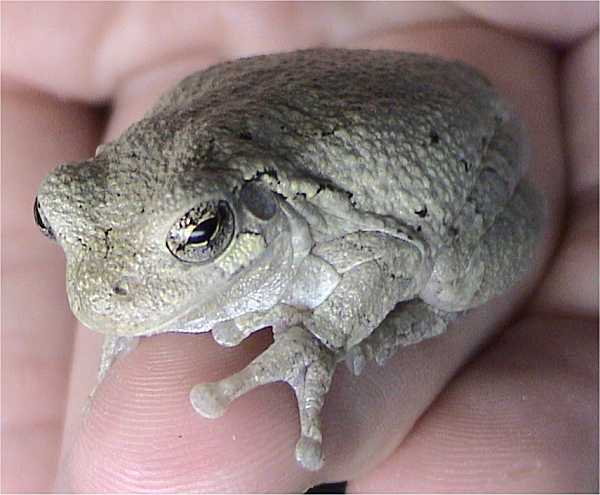
Hyla versicolor

- Pseudacris crucifer (Wied-Neuwied, 1838)
- Pseudacris maculata (Agassiz, 1850)
- Pseudacris regilla (Baird and Girard, 1852)
- Pseudacris triseriata (Wied-Neuwied, 1838)

### Ranidae
Orde: Anura. 
Familie: Ranidae

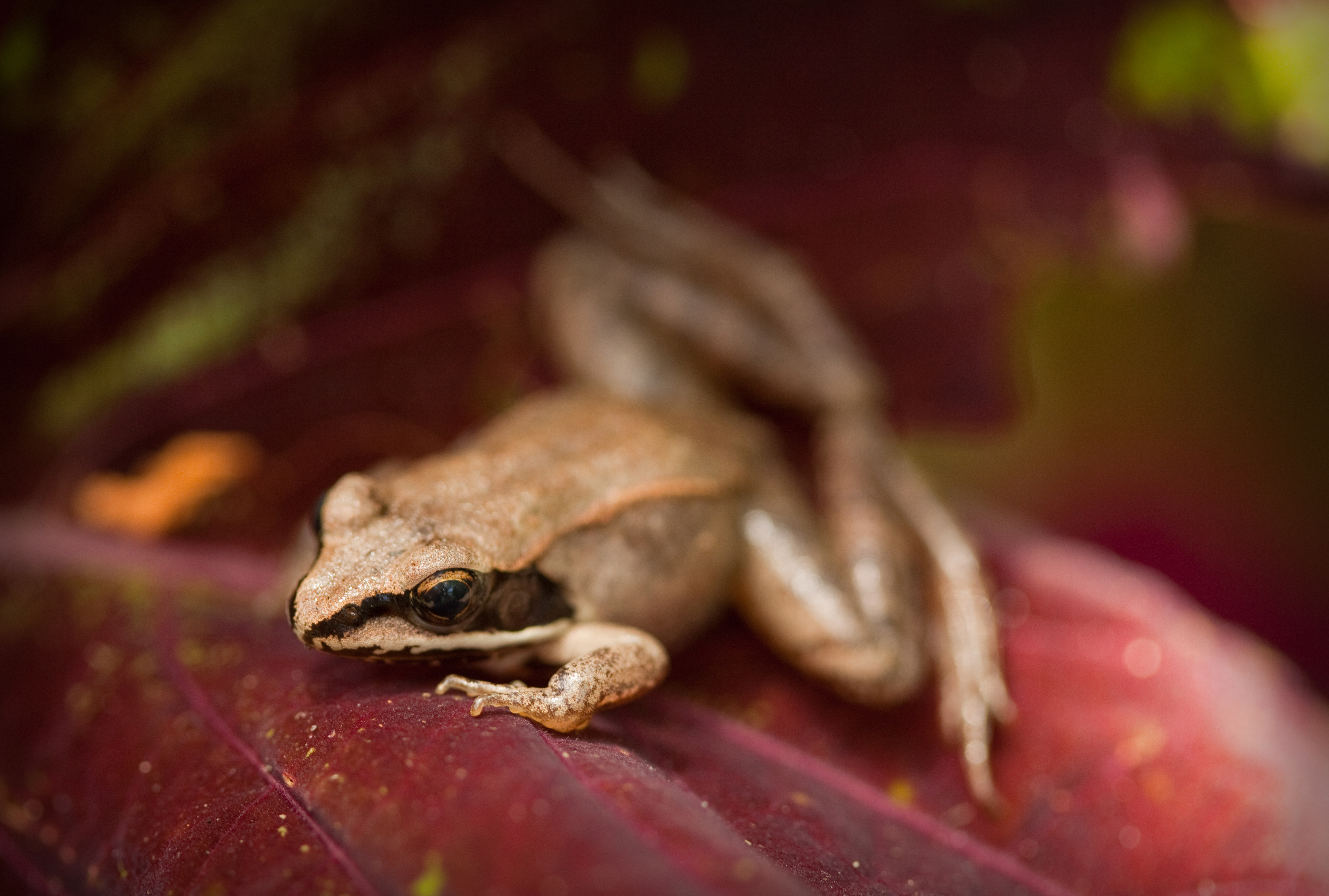
Lithobates sylvaticus

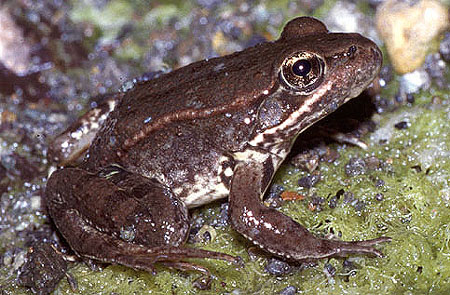
Rana aurora

- Lithobates catesbeianus (Shaw, 1802)
- Lithobates clamitans (Latreille, 1801)
- Lithobates palustris (LeConte, 1825)
- Lithobates pipiens (Schreber, 1782)
- Lithobates septentrionalis (Baird, 1854)
- Lithobates sylvaticus (LeConte, 1825)
- Rana aurora Baird and Girard, 1852
- Rana luteiventris Thompson, 1913

### Scaphiopodidae

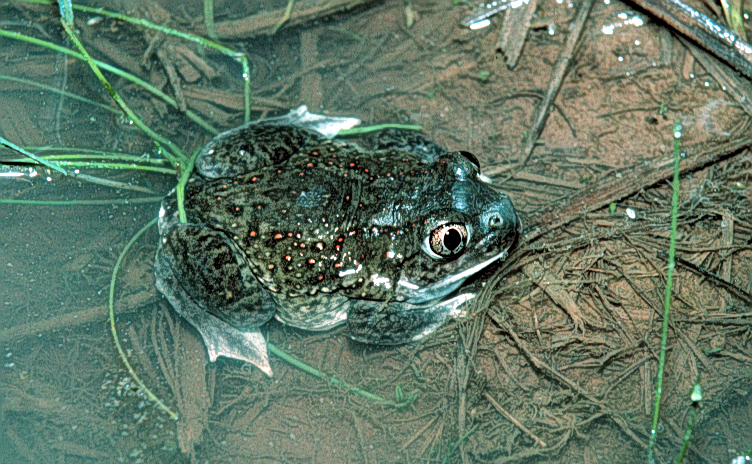
Spea bombifrons

Orde: Anura. 
Familie: Scaphiopodidae
- Spea bombifrons (Cope, 1863)
- Spea intermontana (Cope, 1883)